# Crash (2004)
Crash is een Amerikaanse film van Paul Haggis uit 2004, die in 2005 de Academy Award voor de beste film won. De film gaat over racisme en sociale spanningen in Los Angeles.
De film was genomineerd voor 6 Oscars en won er 3, namelijk voor beste film, beste scenario en beste montage.

## Rolverdeling
- Rick Cabot (Brendan Fraser)
- Jean Cabot (Sandra Bullock)
- Anthony (Chris "Ludacris" Bridges)
- Peter Waters (Larenz Tate)
- Graham Waters (Don Cheadle)
- Jake Flanagan (William Fichtner)
- Ria (Jennifer Esposito)
- Cameron Thayer (Terrence Howard)
- Christine Thayer (Thandie Newton)
- Daniel (Michael Peña)
- Agent John Ryan (Matt Dillon)
- Agent Tom Hanson (Ryan Phillippe)
- Inspecteur Dixon (Keith David)
- Farhad (Shaun Toub)
- Dorri (Bahar Soomekh)
- Elizabeth (Karina Arroyave)
- Shaniqua Johnson (Loretta Devine)